# Psychotria densifolia
Psychotria densifolia är en måreväxtart som beskrevs av Otto Stapf. Psychotria densifolia ingår i släktet Psychotria och familjen måreväxter. Inga underarter finns listade i Catalogue of Life.